# 구로다 다다유키

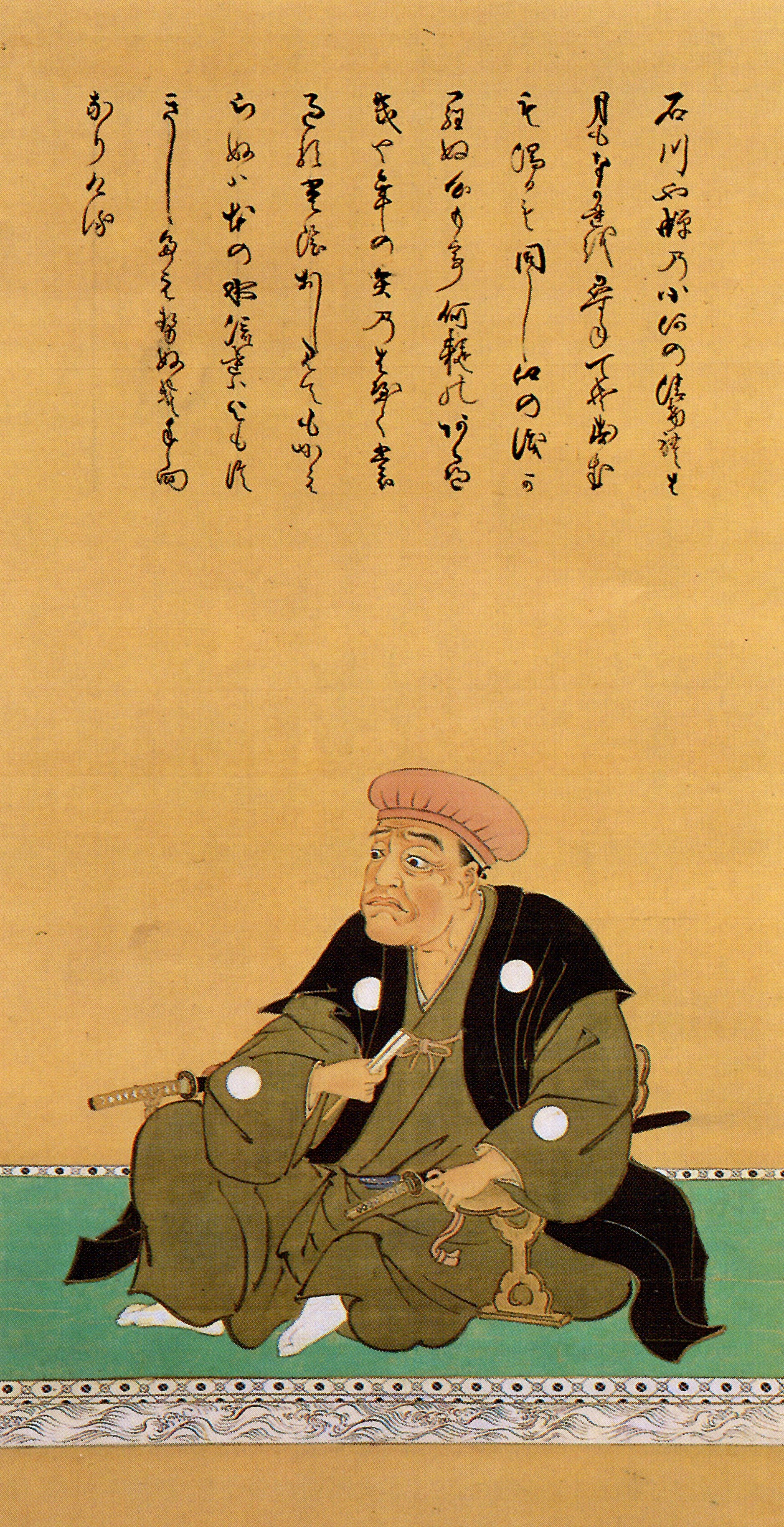
구로다 다다유키

구로다 다다유키(일본어: 黒田忠之, 1602년 12월 22일 ~ 1654년 3월 30일)는 에도 시대 전기의 다이묘이다. 지쿠젠 후쿠오카번 제2대 번주를 지냈다. 구로다 소동의 원인 제공자로도 알려져 있다.
| 전임 구로다 나가마사 | 제2대 후쿠오카번 번주 (구로다가) 1623년 ~ 1654년 | 후임 구로다 미쓰유키 |